# Distrito electoral de Melia-Forest City
Melia-Forest City (en inglés: Melia-Forest City Precinct) es un distrito electoral ubicado en el condado de Sarpy en el estado estadounidense de Nebraska. En el Censo de 2010 tenía una población de 4999 habitantes y una densidad poblacional de 35,18 personas por km².

## Geografía
Melia-Forest City se encuentra ubicado en las coordenadas 41°7′15″N 96°15′48″O / 41.12083, -96.26333. Según la Oficina del Censo de los Estados Unidos, Melia-Forest City tiene una superficie total de 142.1 km², de la cual 134.56 km² corresponden a tierra firme y (5.31%) 7.54 km² es agua.

## Demografía
Según el censo de 2010, había 4999 personas residiendo en Melia-Forest City. La densidad de población era de 35,18 hab./km². De los 4999 habitantes, Melia-Forest City estaba compuesto por el 96.94% blancos, el 0.44% eran afroamericanos, el 0.3% eran amerindios, el 0.48% eran asiáticos, el 0.02% eran isleños del Pacífico, el 0.44% eran de otras razas y el 1.38% pertenecían a dos o más razas. Del total de la población el 1.96% eran hispanos o latinos de cualquier raza.